# Baron Tibetot

Wappen der Barone Tibetot

Baron Tibetot (auch Tiptoft) war ein erblicher britischer Adelstitel in der Peerage of England.

## Verleihung und Geschichte des Titels
Der Titel wurde am 10. März 1308 für Payn de Tibetot geschaffen, indem dieser von König Eduard II. durch Writ of Summons ins Parlament berufen wurde.
Beim Tod von dessen Enkel, dem 3. Baron, am 13. April 1372, fiel der Titel in Abeyance zwischen dessen Töchtern und ruht seither.
Einem Neffen des letzten Barons, John Tiptoft (1400–1443), wurde am 7. Januar 1426 der Titel Baron Tiptoft neu verliehen.

## Liste der Barone Tibetot (1308)
- Pain de Tibetot, 1. Baron Tibetot (1279–1314)
- John de Tibetot, 2. Baron Tibetot (1313–1367)
- Robert de Tibetot, 3. Baron Tibetot (1341–1372)